# 利亚戈斯特拉体育联盟
利亚戈斯特拉体育联盟，是西班牙利亚戈斯特拉市的一个足球俱乐部，成立于1947年。该队现参加西班牙皇家足協乙組聯賽。
2021年10月，球队官方宣布中国球员张雨浩正式加盟，将随队参加西协甲联赛。